# Савант, Говинд
Говинд Рао Савант (англ. Govind Rao Sawant, 28 ноября 1935, Барода, Британская Индия — 8 сентября 2001, Вадодара, Индия) — индийский хоккеист (хоккей на траве), полузащитник. Серебряный призёр летних Олимпийских игр 1960 года.

## Биография
Говинд Савант родился 28 ноября 1935 года в индийском городе Барода (сейчас Вадодара).
Играл в хоккей на траве за Махараштру.
В 1960 году вошёл в состав сборной Индии по хоккею на траве на Олимпийских играх в Риме и завоевал серебряную медаль. Играл на позиции полузащитника, провёл 1 матч, мячей (по имеющимся данным) не забивал.
Умер 8 сентября 2001 года в Вадодаре.